# Golden Earring
Golden Earring és un grup de pop-rock neerlandès. La banda es va formar a La Haia l'any 1961. La seva cançó més coneguda, "Radar Love" (número 1 a Espanya també), és del 1973, que els va catapultar cap a la fama; altres títols coneguts de la banda són 'Twilight Zone de '1982, 'When the Lady Smiles' de 1984 i 'Eight Miles High', aquest últim el seu primer èxit l'any 1969.
Els Golden Earring van celebrar el seu 47è aniversari el 2008 i han estat funcionant contínuament gairebé des de l'any 1961, i en la mateixa formació des de 1970. Aquest fet fa que sigui el conjunt de rock més vell dels que actuen, incloent als Rolling Stones.
El 1983 van obtenir el premi prestigiós del Gouden Harp. La seva discografia ha estat molt extensa, ja que des de la seva fundació l'any 1961 han tret un disc cada any fins al 2005.

## Discografia

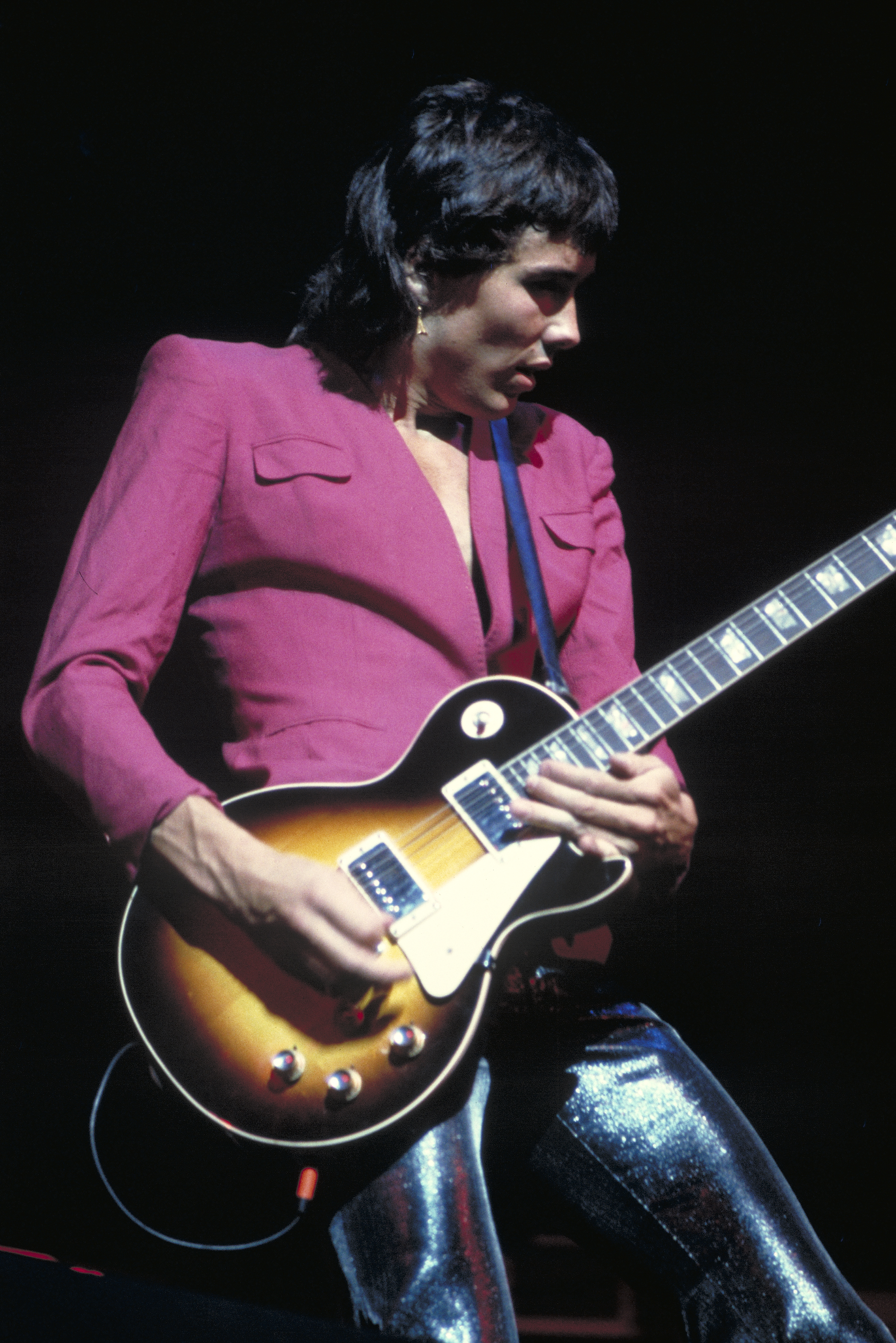
George Kooymans al 1974

### Discs d'estudi
- 1965 Just Earrings
- 1966 Winter-Harvest
- 1967 Miracle Mirror
- 1968 On the Double (2CD)
- 1969 Eight Miles High
- 1970 Golden Earring (conegut també com: Wall of Dolls)
- 1971 Seven Tears
- 1972 Together
- 1973 Moontan
- 1974 Switch
- 1975 To the Hilt
- 1976 Contraband (Mad Love als EUA)
- 1977 Live (live 2CD)
- 1978 Grab It for a Second
- 1979 No Promises...No Debts
- 1980 Prisoner of the Night
- 1981 2nd Live (live 2CD)
- 1982 Cut
- 1983 N.E.W.S.
- 1984 Something Heavy Going Down (concert Live from the Twilightzone)
- 1986 The Hole
- 1989 Keeper of the Flame
- 1991 Bloody Buccaneers
- 1992 The Naked Truth (unplugged)
- 1994 Face It (parcialment unplugged)
- 1995 Love Sweat (covers)
- 1997 Naked II (unplugged)
- 1999 Paradise in Distress
- 2000 Last Blast of the Century (concert en viu)
- 2003 Millbrook U.S.A.
- 2005 Naked III, Live at the Panama (unplugged)
- 2006 Live In Ahoy

### Recopilatoris
- 1968 Greatest Hits (Polydor)

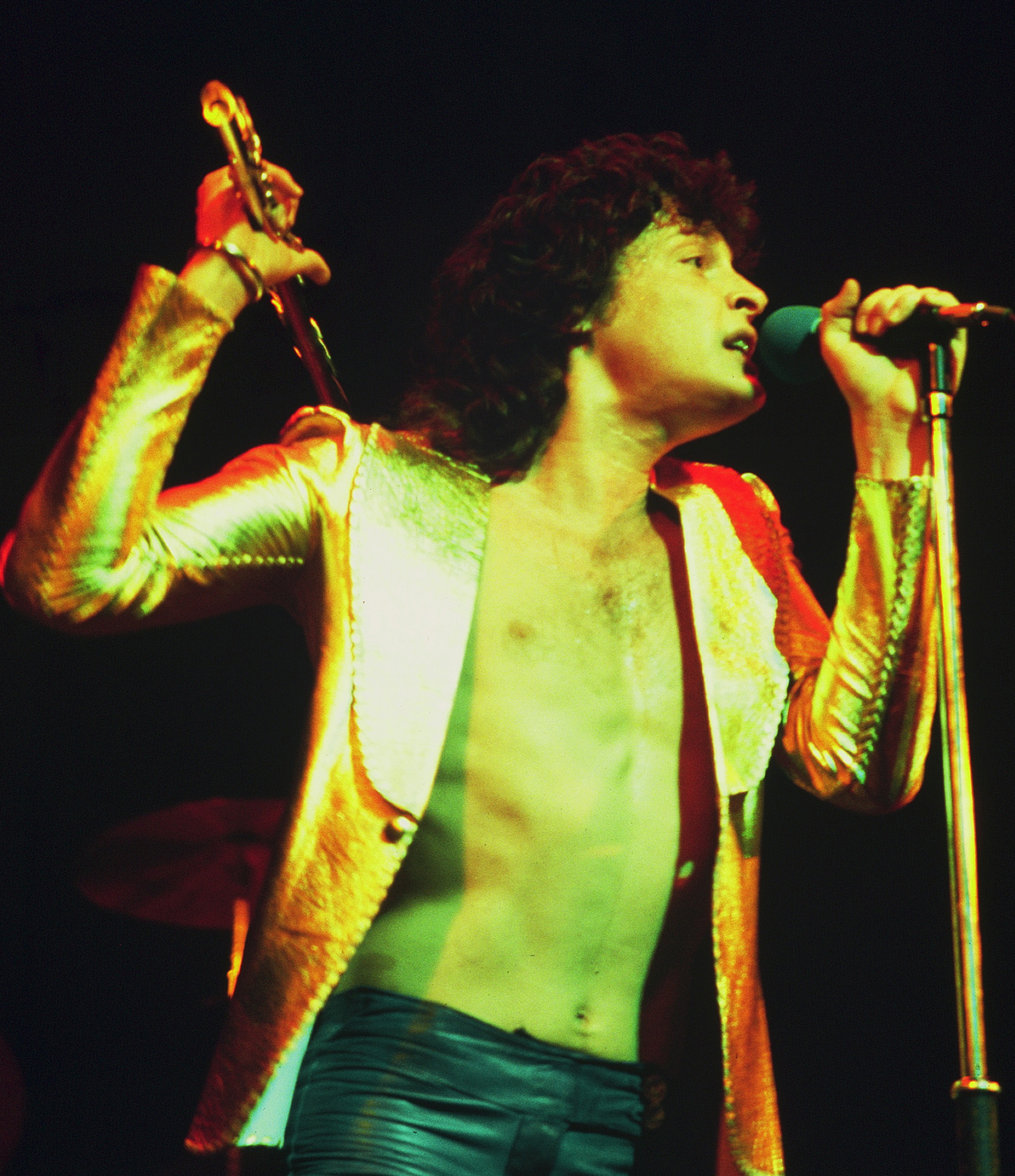
Barry Hay l'any 1974

- 1970 The Best of Golden Earring (America release)
- 1973 Hearing Earring
- 1977 Story
- 1981 Greatest Hits, Vol. 3
- 1988 The Very Best, Vol. 1
- 1988 The Very Best, Vol. 2
- 1989 The Continuing Story of Radar Love
- 1992 Radar Love
- 1994 Best of Golden Earring (Europa)
- 1998 The Complete Naked Truth
- 1998 70s & 80s, Vol. 35
- 2000 Greatest Hits
- 2001 Devil Made Us Do It: 35 Years
- 2002 Singles 1965-1967
- 2002 Bloody Buccaneers/Face It
- 2003 3 Originals